# Cladocarpus keiensis
Cladocarpus keiensis är en nässeldjursart som beskrevs av Peter Schuchert 2003. Cladocarpus keiensis ingår i släktet Cladocarpus och familjen Aglaopheniidae. Inga underarter finns listade i Catalogue of Life.